# 李京海
李京海（：／，1947年8月7日—2003年9月10日）是一位韓國農民，社會運動家。

## 生平
生於全羅北道長水郡，曾反對企業全球化及支持本國的農民及漁民。此外，他曾擔任韓國漁農業聯盟主席。也是反對世貿的活躍人士之一，他說，世貿的政策摧毀了南韓農民的生計，使他們走上貧窮。李於1993年曾於瑞士日內瓦世貿總部門外試圖自殺，及後被救回及康復。
2003年9月，世貿於墨西哥坎昆舉行第五次部長級會議。李京海於9月10日在會場外示威，衝過警方防線，並取出一把瑞士小刀，在多個電視台攝錄機前自刺胸膛，經搶救無效證實死亡，成為了反全球化運動的烈士。